# Hans Lassen
Hans Lassen (født 11. februar 1831 i Lysabild på Als, død 10. januar 1896) var en sønderjysk politiker.
Lassen var søn af en gårdejer i Lysabild, var i 1847—48 elev på Rødding Højskole og arvede efter Treårskrigen en gård i sin fødeby, som han ejede og drev til sin død.
I den danske tid fik han efterhånden flere kommunale hverv, efter 1864 og Slesvigs indlemmelse i Preussen blev han alsingernes mest betroede tillidsmand i offentlige ombud, både politiske (medlem af Sønderborg Kredsdag og Provinslanddagen i Rendsborg) og kirkelige (medlem af provsti- og provinssynode). Da Nicolai Ahlmann i 1875 var flyttet til kongeriget, blev Lassen hans eftermand som medlem af den preussiske landdag for Aabenraa-Sønderborg Kreds. Efter H.A. Krügers eksempel nægtede han dog foreløbig at aflægge ed på den preussiske forfatning og kunne derfor lige så lidt som Krüger indtage sit sæde i den berlinske landdag. Men da den preussisk-østrigske traktat af 11. oktober 1878, hvorved forbeholdet om Nordslesvig i Pragfredens § 5 ophævedes, var blevet offentliggjort, udtalte Lassen sig for, at landdagsmændene nu burde aflægge eden for under de nye forhold at kunne varetage deres vælgeres tarv i Berlin. Så længe, Krüger levede, holdt Lassen sig dog — for at undgå et brud med sønderjydernes anerkendte fører — tilbage fra at aflægge eden, men da han efter Krügers død 1881 var blevet dennes eftermand som medlem af den tyske rigsdag for 1. slesvigske Valgkreds (Haderslev-Sønderborg), valgt ved sine trofaste alsingernes hjælp, men med knebent flertal mod J.P. Junggreen, som holdt fast ved edsnægtelsen — gjorde han det afgørende skridt, aflagde eden og tog sæde på landdagen. Hans politik mødte dog så megen modvilje blandt sønderjyderne, at han ved de næste valg i 1884 måtte afstå sit rigsdagsmandat til Junggreen. Til Landdagen genvalgtes han derimod lige til sin død og kom efterhånden igen i god forståelse med sønderjydernes øvrige repræsentanter efter, at striden om edsaflæggelsen var død hen, og Junggreens eftermand, Gustav Johannsen, også havde aflagt forfatningseden.
Lassen var ikke nogen stor begavelse, men havde vundet sine landsmænds tillid ved sin rolige, støtte og sindige optræden og ved den praktiske dygtighed og forstandighed, hvormed han varetog sine Offentlige hverv. Både blandt venner og modstandere gjaldt han for en ubetinget hæderlig og retsindig mand; des større var derfor skuffelsen og sorgen blandt sønderjyderne, da det efter hans død kom for dagen, at han gennem en årrække havde besveget Lysabild Sparekasse, hvis bestyrelsesformand han havde været, for store summer (ca. 250.000 mark). Denne opdagelse, der fulgte kort efter den danske Sønderborg Banks fallit, tilføjede danskheden, især på Als, et hårdt slag, som de dog siden forvandt.